# (5997) Dirac
(5997) Dirac (1983 TH) – planetoida z grupy pasa głównego asteroid okrążająca Słońce w ciągu 3,29 lat w średniej odległości 2,21 j.a. Odkryta 1 października 1983 roku.